# 王嘉元
王嘉元（1508年—？年），字仁仲，號春岩，四川敘州府宜賓縣人，明朝政治人物。

## 生平
嘉靖十四年（1535年）乙未科進士。官直隸武進縣知縣。十八年十一月选授户科給事中，二十一年十二月升吏科右。

## 家族
曾祖王永鼐，曾任驛丞；祖父王應嵩，曾任教諭；父王璧，母羅氏；繼母王氏；繼母劉氏。